# Chaceon paulensis
Chaceon paulensis är en kräftdjursart som först beskrevs av Chun 1903.  Chaceon paulensis ingår i släktet Chaceon och familjen Geryonidae. Inga underarter finns listade i Catalogue of Life.